# Тодор Кондаков
Тодор Илиев Кондаков е български просветен деец, политик (кмет на Сливен), участник във войните за национално обединение (1912 – 1918).

## Биография
Роден е в семейството на Илия и Златка Кондакови в Сливен през 1879 г. Завършва „Математика“ в Загребския университет.
Става кмет на Сливен от Демократическата партия през 1908 г.
Директор е на мъжката прогимназия „Петраки Симов“ (днес 2-ро основно училище „Христо Ботев“) в Сливен през 1910 – 1911 г..
Участва като офицер от артилерията в Балканските войни (1912 – 1913) и Първата световна война (1915 – 1918), като достига чин майор. Награден е с няколко ордена за храброст.
След войните е учител по математика в Сливенската мъжка гимназия „Добри Чинтулов“ до смъртта си.

## Семейство
Тодор Кондаков е баща на Христо Кондаков – строителен инженер и автор на книгата „Историческа психология“, и дядо на Тодор Кондаков – общественик, геополитик, главен редактор на няколко български списания.
Негов племенник е капитан Любен Кондаков, офицер във Въздушните войски, който загива, защитавайки небето на София, през април 1944 г.